# Henri Cayeux
Henri Cayeux (Bouttencourt, 12 février 1869 - Le Havre, 15 juin 1963) est un botaniste français, frère cadet de Ferdinand Cayeux.

## Biographie
Né dans la Somme, il intègre l'école nationale d'horticulture de Versailles devenant ingénieur horticole. Il fut directeur du jardin botanique de Lisbonne de 1892 à 1909 (succédant à J. Daveau), puis des Jardins et promenades du Havre, jusqu'en 1935. Il est à l'origine de plus de deux cents variétés de plantes, surtout d'hybrides horticoles d'iris, de roses (comme 'Belle Portugaise', 1903), et d'hortensias fameux (dont 'Merveille'), etc.

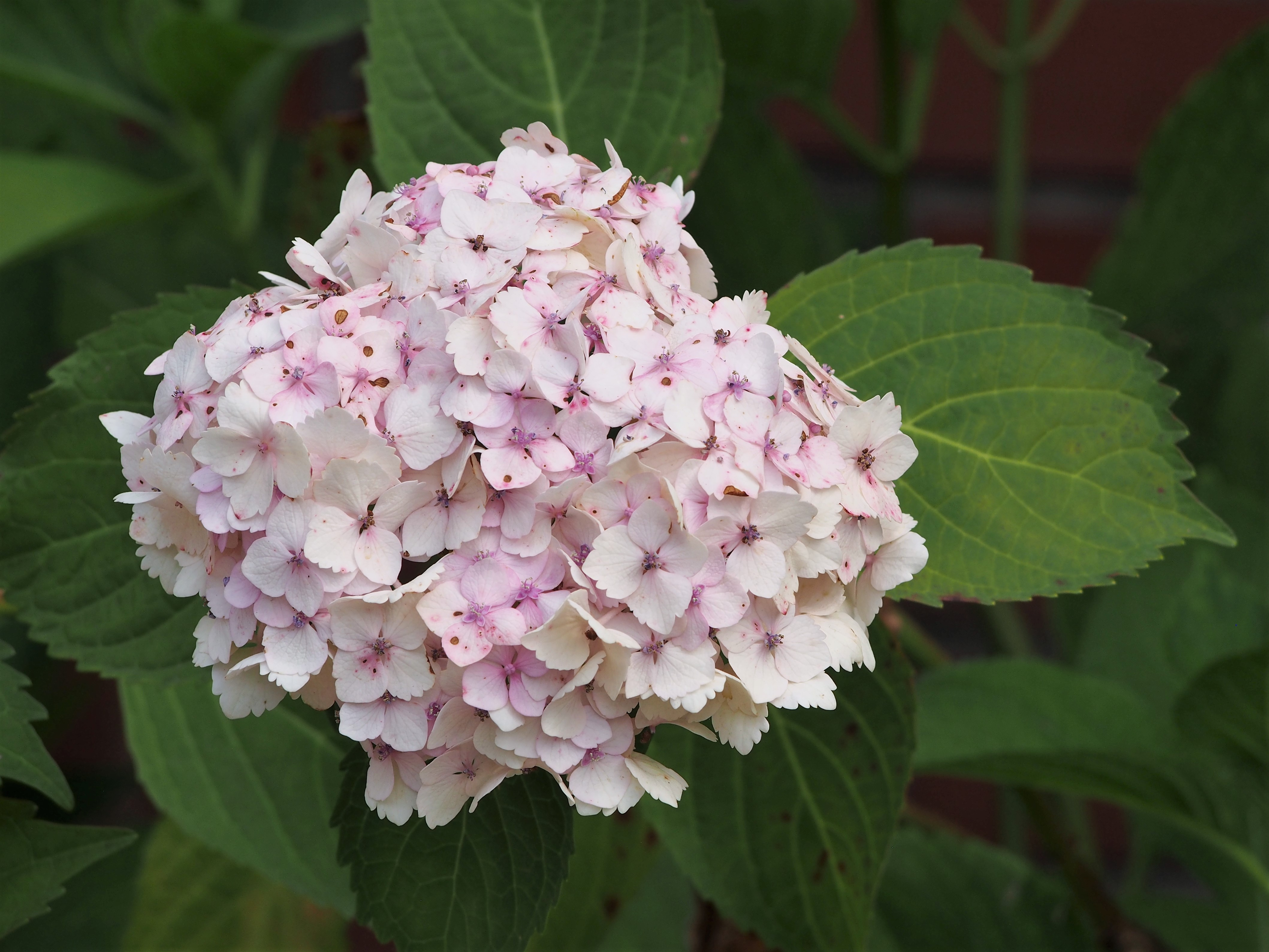
Une création d'Henri Cayeux : Hydrangea macrophylla Sœur Thérèse, au jardin botanique de l'université de Wrocław.